# دهستان دهچاه
دهستان دهچاه نام دهستانی در  بخش مشکان شهرستان نی‌ریز، استان فارس در ایران است.

## جمعیت
براساس سرشماری مرکز آمار ایران در سال ۱۳۹۵، جمعیت آن ۴,۰۹۵ نفر (۱۰۴۹ خانوار) بوده‌است.